# 里特布勒姆
里特布勒姆（Reethapuram），是印度泰米尔纳德邦甘尼亚古马里县的一个城镇。总人口11625（2001年）。

## 人口
该地2001年总人口11625人，其中男性5594人，女性6031人；0—6岁人口1303人，其中男658人，女645人；识字率80.05%，其中男性为81.84%，女性为78.39%。